# Миротворчий спецзагін
«Миротворчий спецзагін» (спрощ.: 维和防暴队; піньїнь: Wei He Fang Bao Dui), також відомий як «Сформований підрозділ поліції» (англ. Formed Police Unit) — китайський фільм жанру бойовик, що знятий у 2021 році Лю Вейцяна та Лі Дачао та випущений у прокат 2022 року компаніями Zhongzhong Pictures, Jebsen Culture, Wanda Film Media.
Фільмування кінострічки розпочалося 27 лютого 2021 року в місті Бейхай, провінція Гуансі, вся команда завершила роботу 5 травня.

## Сюжет
Фільм розповідає про китайських миротворців, які на заклик Батьківщини та за наказом Міністерства громадської безпеки вирушили за океан для захисту миру та безпеки в усьому світі, виконуючи миротворчі місії у складній та неспокійній ситуації.

## Акторський склад

### Головні герої
| Актор        | Роль         |
| ------------ | ------------ |
| Хуан Цзін'юй | Юй Вейдун    |
| Ван Їбо      | Ян Чжень     |
| Чжун Чусі    | Дін Хуей     |
| Оу Хао       | Чжан Юнцюань |
| Ґу Цзячен    | Цзян Сяоян   |

### Другорядні герої
| Актор          | Роль   |
| -------------- | ------ |
| Фен Веньцзюань | А Цінь |
|                | Сяо Ху |
| Сунь Їхань     |        |